# 埼玉県道88号和光インター線

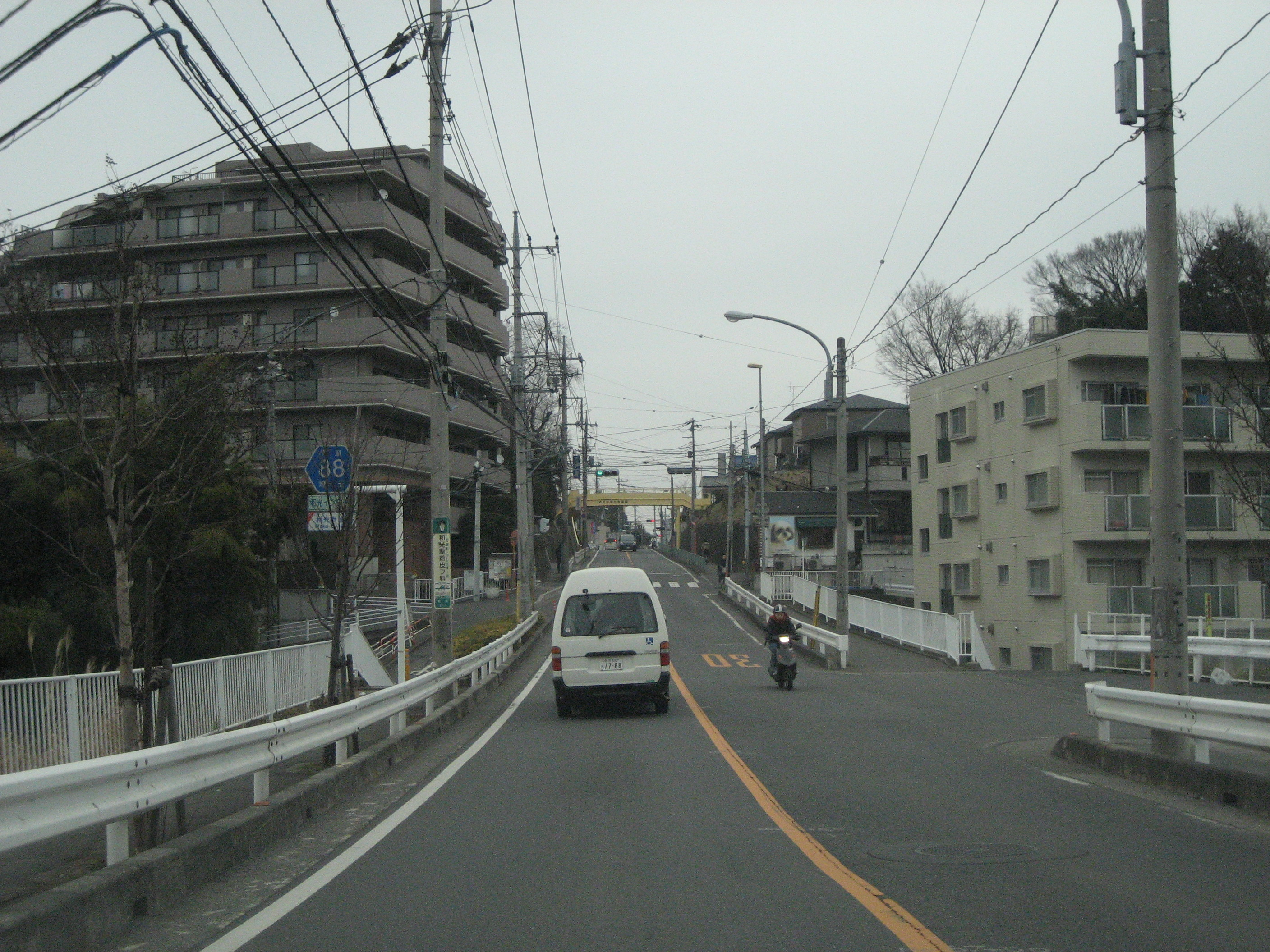
和光市内

埼玉県道88号和光インター線（さいたまけんどう88ごう わこうインターせん）は、埼玉県和光市広沢から白子四丁目を結ぶ県道（主要地方道）である。

## 路線概要
埼玉県和光市新倉一丁目の埼玉県道236号新倉蕨線との接続交差点付近を境として、南半分が東京外環自動車道と併行しており、北半分は和光市の新倉地区、白子地区を縦断する。
国道298号は建設時の住民との協定で、和光市松ノ木島交差点で終結しており、以南（以西）が和光市道(522号線、524号線、528号線、529号線）と当県道で構成されている。道路管理者によって道路の見た目に多少の違いはあるものの、実際には一続きの道路である。地図によっては当県道を含む国道254号以北がすべて国道298号として記されている場合もある。
県道88号和光インター線は新倉交番付近から国道254号(川越街道)までの区間はアップダウンの激しい区間を含む。このため冬季に(まれではあるが)降雪、積雪で道路凍結となった場合は一部通行止めとなる場合がある。
起点は国道254号(川越街道)との交差部である理化学研究所西門交差点より少し南側の和光インターチェンジの出口、入り口付近である。起点の和光市広沢付近には理化学研究西門、本田技術研究所（正門は国道254号沿い）や和光市広沢公民館が立ちならぶ平たんな区間である。この先の第三小学校前歩道橋交差点で県道109号新座和光線（旧川越街道）と交差し、当該交差点より北側は住宅街となる。東武鉄道のアンダーパス付近で和光インターチェンジと分離、合流する。和光インターチェンジを抜けると急な上り坂となり、県道236号新倉蕨線と合流する。
県道236号新倉蕨線の先で県道は右に折れ、直進は市道528号線、529号線を経て松ノ木島交差点に至る。右に折れた県道は谷中川、谷中川排水路に向けて下り坂となり、新倉小学校付近を頂点に再び下り坂となる。新倉交番付近で平たんとなり、その先の交差点で松ノ木島方面と白子4丁目交差点方面に分岐する。いずれも県道88号和光インター線として認定されている。交差点から西、松ノ木島方面へは約300ｍほどの区間は平成28年4月15日付で市道378号線から県道88号和光インター線となった。　一方で交差点から東、県道68号練馬川口線までは約2㎞ある。松ノ木島交差点から白子4丁目の区間は畑や資材置き場が立ち並ぶ区間であり「和光市の裏街道」との様相を呈する。当県道は白子川の手前で左に折れ、南進ののち、県道68号練馬川口線に合流する。
- 起点 埼玉県和光市広沢
- 終点 埼玉県和光市白子四丁目（東京都道・埼玉県道68号練馬川口線）

## 通過する市町村
- 埼玉県
  - 和光市

## 接続する道路
- 国道254号（理化学研究所西門交差点）

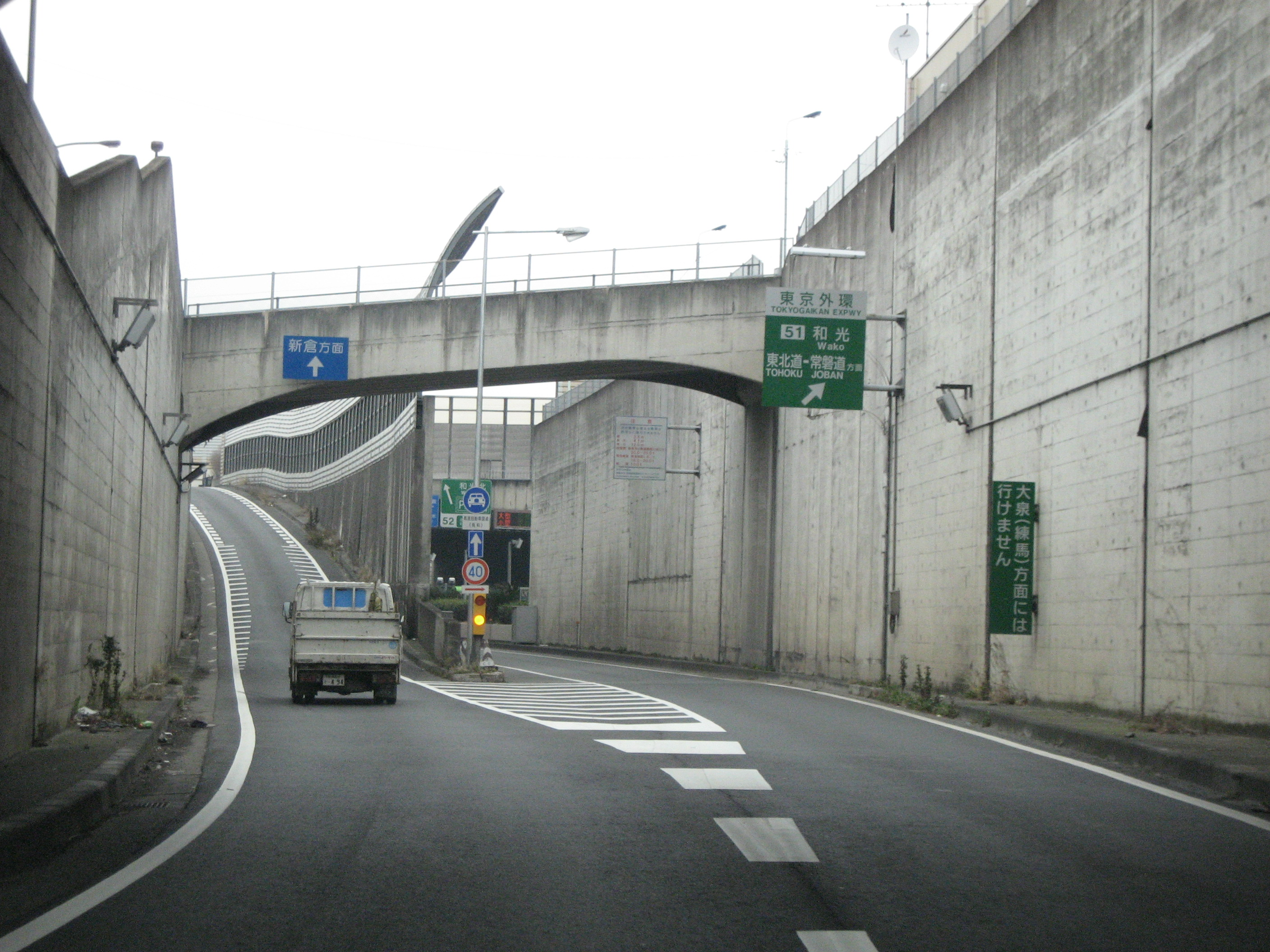
和光インター入口付近

- 埼玉県道109号新座和光線（第三小学校前歩道橋交差点）
- 東京外環自動車道（和光インターチェンジ）
- 埼玉県道236号新倉蕨線（漆台バス停付近）
- 国道254号和光富士見バイパス（松ノ木島交差点）
- 埼玉県道68号練馬川口線（白子4丁目交差点）

## 沿線の主な施設
- 理化学研究所
- 和光市中央公民館
- 和光市立第三小学校
- 和光市駅（東武東上線・東京メトロ有楽町線・副都心線）
- 和光市立新倉小学校
- 朝霞警察署新倉交番
- 埼玉県下水道局新河岸川水循環センター
- 埼玉県立和光高等学校
- 和光病院

## その他

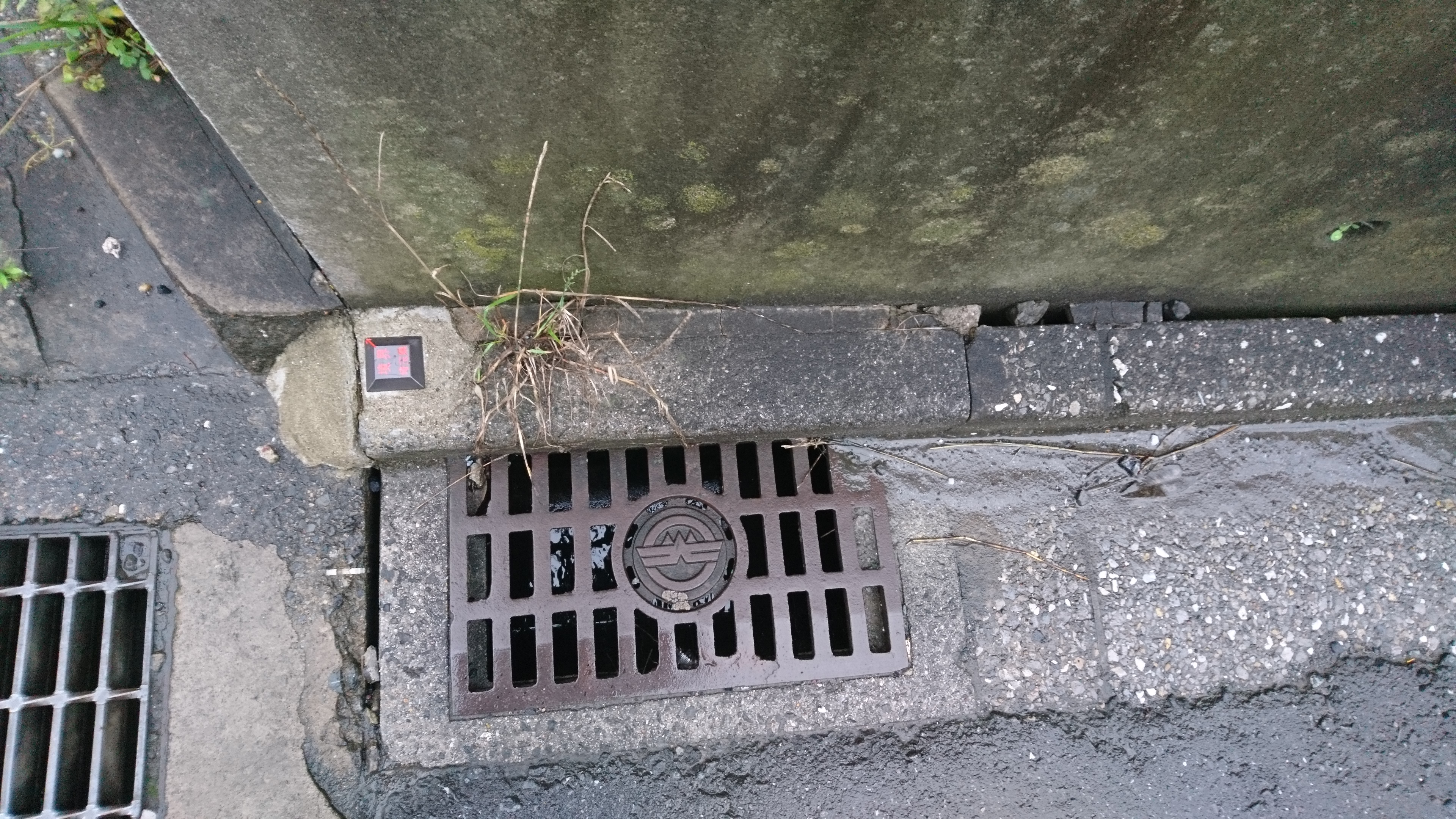
新倉交番付近では道路区域内に和光市側溝蓋がある

- 当県道は埼玉県議会平成5年9月定例会にて起点を和光インター、終点を和光市大字下新倉とする県道「89号」和光インター線として認定されていた。[6] いつ「88号」と変更されたのかは不明。なお、令和元年現在の埼玉県道89号は川口停車場線である。
- 新倉交番付近の側溝蓋には和光市のマークが刻まれており、この区間も市道から格上げがなされたものと推察される。
- 松ノ木島から白子川の手前の区間はいわゆる「水道道路」である。この区間には東京都水道局が管理する三園導水管[7][8]が埋設されている。土地の境界杭は東京都水道局のものが設置されている。
- 上り車線のうち、東武鉄道のアンダーパスを超えた先の和光市丸山台2丁目から和光市広沢までの歩道は和光市道113号線との重複認定区間[1]である。東京都水道局の境界杭（鋲）があり東京都水道局の土地の一部を道路区域としている

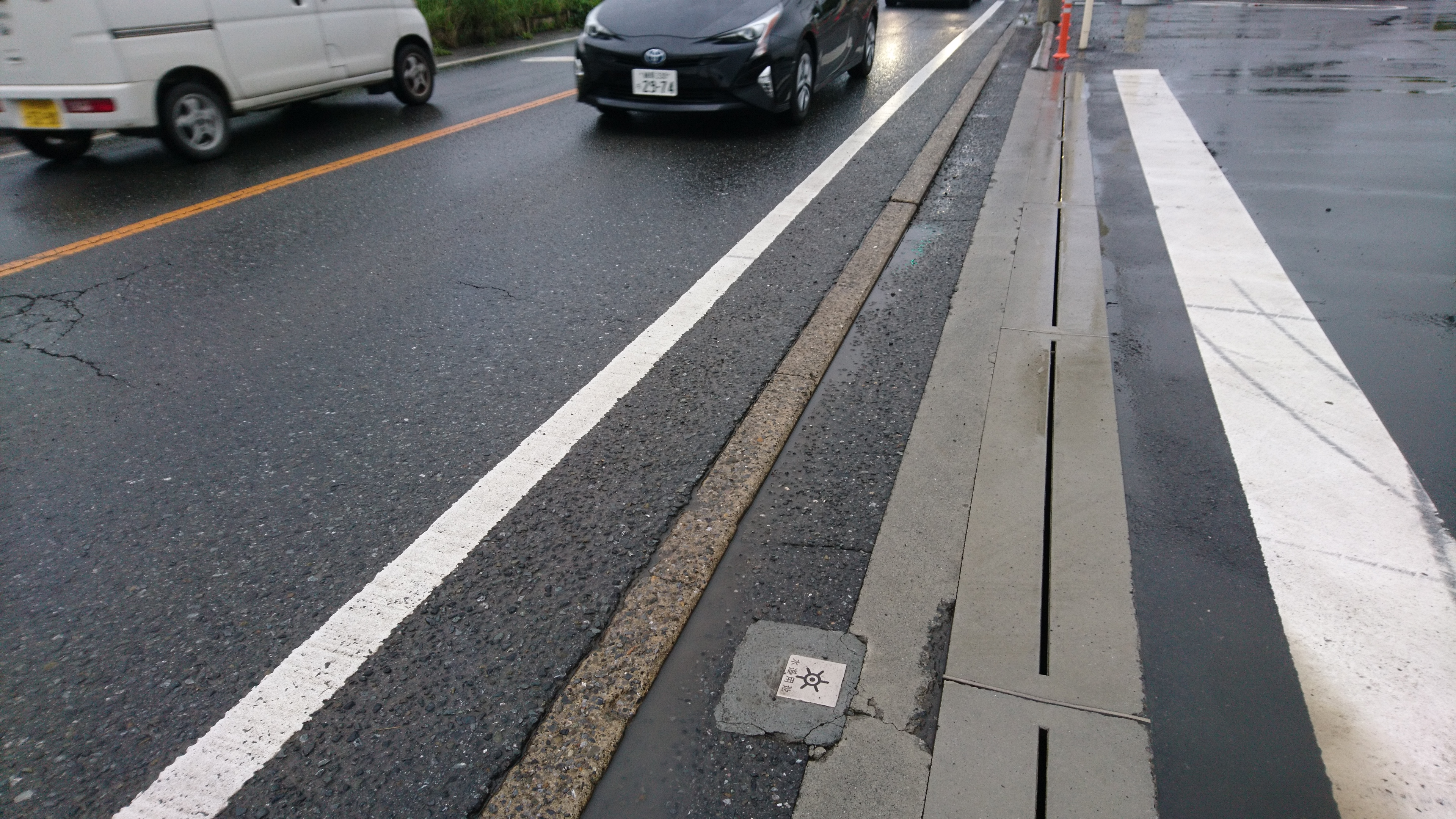
東京都水道局の境界杭（鋲）があり東京都水道局の土地の一部を道路区域としている